# آمادو دیا اندیایه
آمادو دیا اندیایه (انگلیسی: Amadou Dia N'Diaye؛ زادهٔ ۲ ژانویهٔ ۲۰۰۰) بازیکن فوتبال اهل سنگال است.
از باشگاه‌هایی که در آن بازی کرده‌است می‌توان به باشگاه فوتبال متس اشاره کرد.
وی همچنین در تیم‌های ملی فوتبال  زیر ۲۰ سال و بزرگسالان سنگال بازی کرده‌است.